# 帕媚托拉尼
帕媚托拉尼（羅馬化：Phra mæ̀ ṭhrṇī，直译：「地母」），又称作大地女神，是南傳佛教神话中的土地女神，形象为两手托着长髮作扭拧状，是佛教神祇地天（堅牢地神）與泰國本土信仰結合後的變形，再之前的原型是印度教神祇頗哩提毗。在泰国、缅甸、柬埔寨、老挝等地的寺庙中常见到其身影。
泰国民主党的党徽上也有帕媚托拉尼的形象。

## 图集

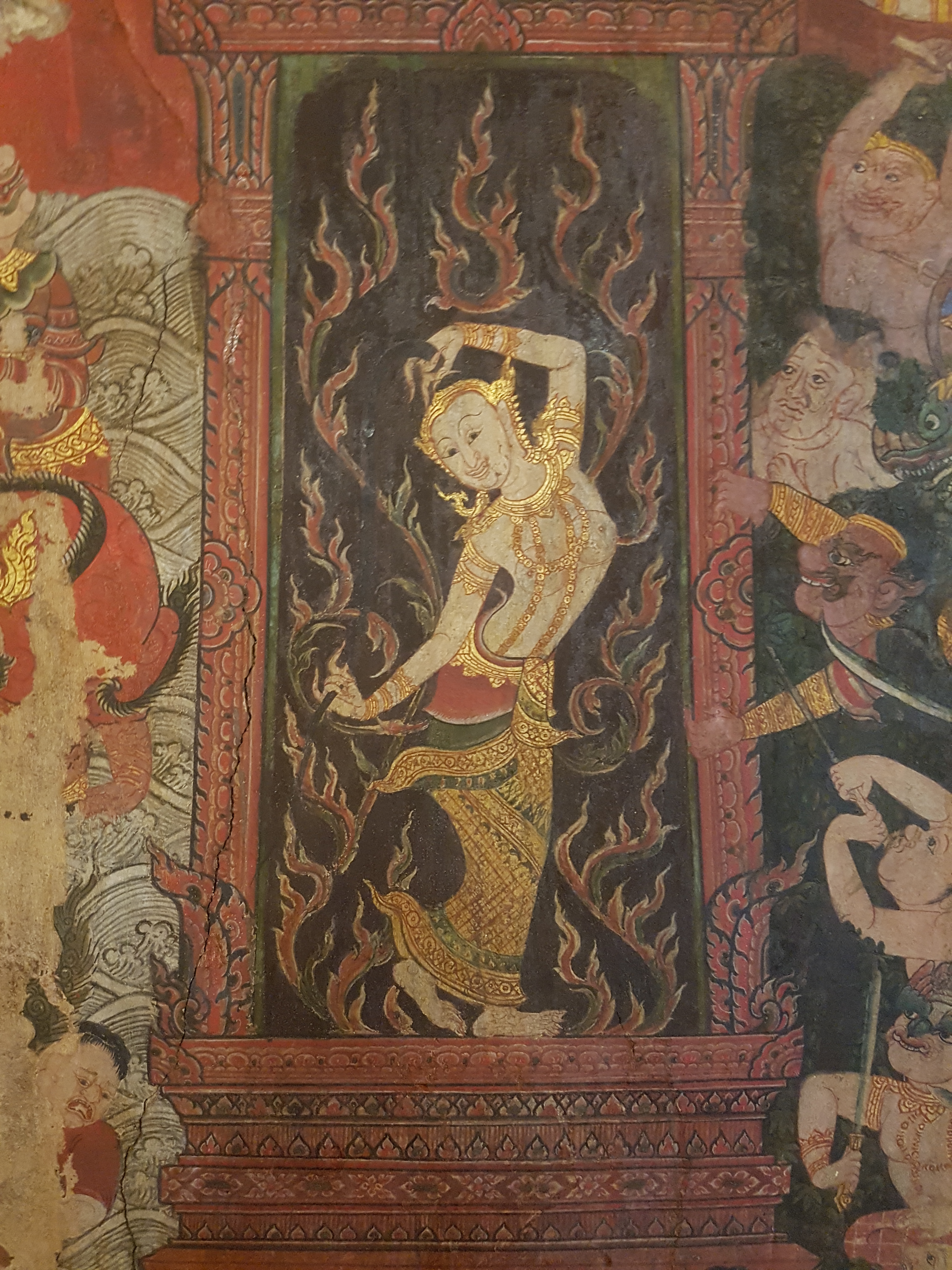
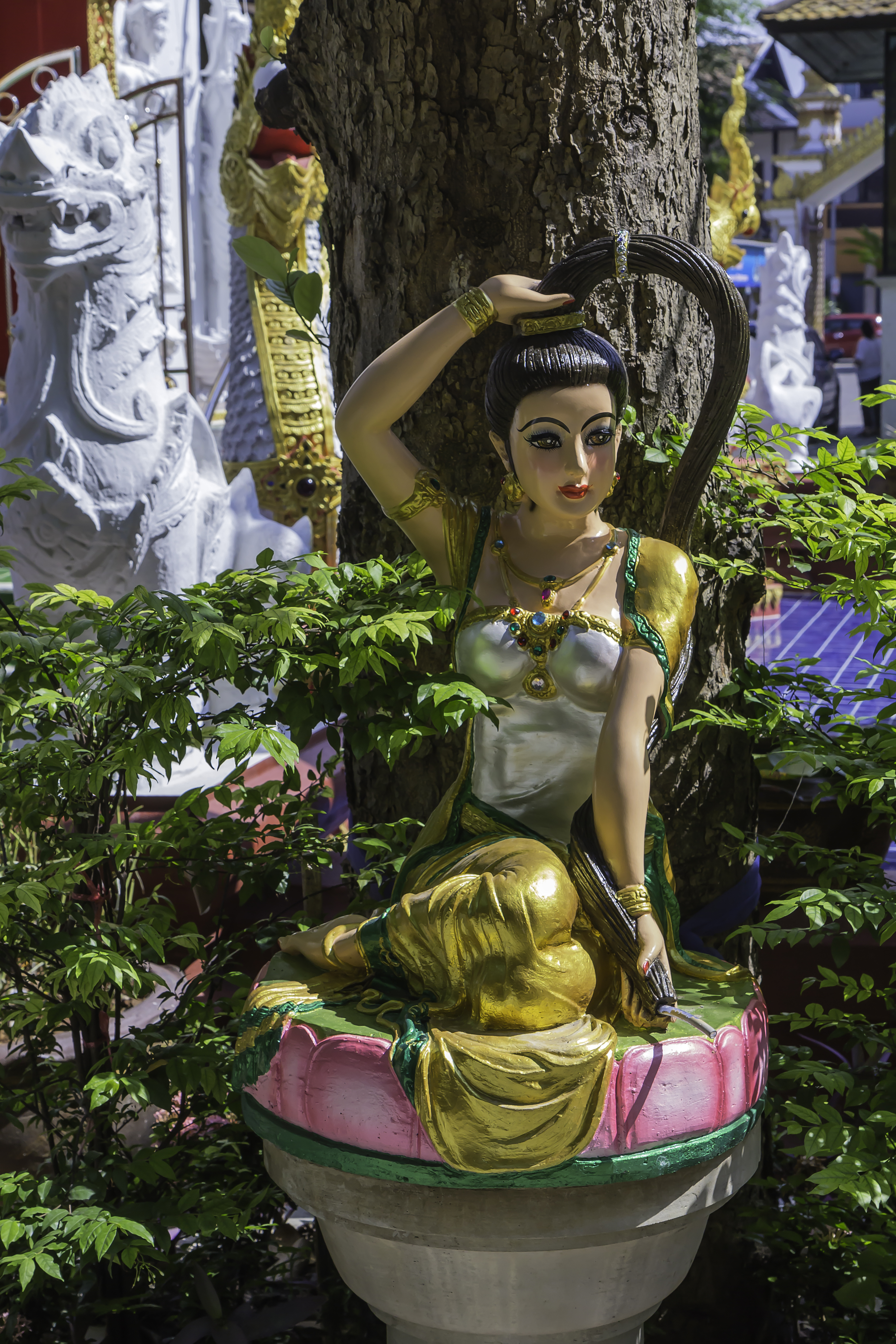
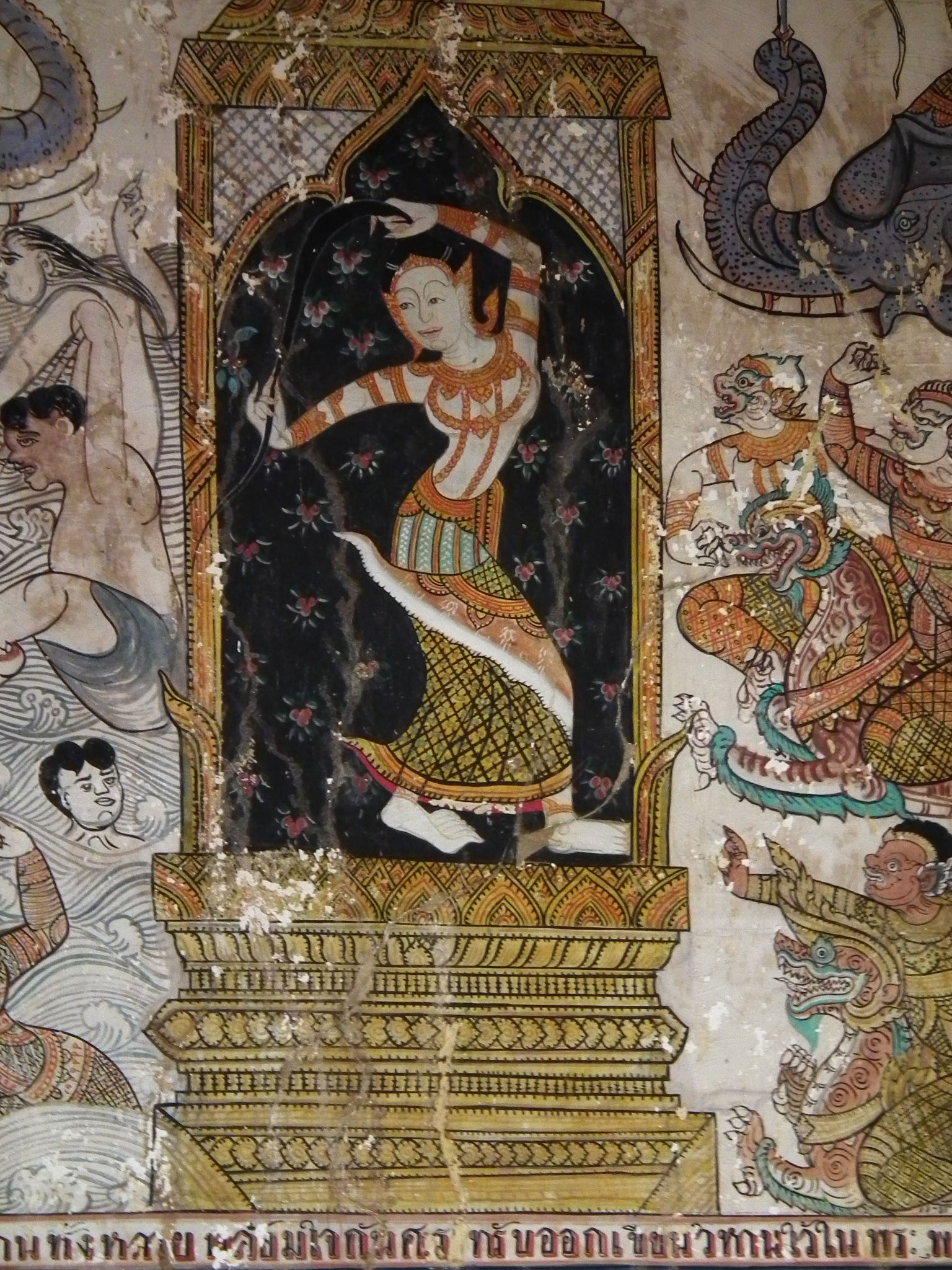
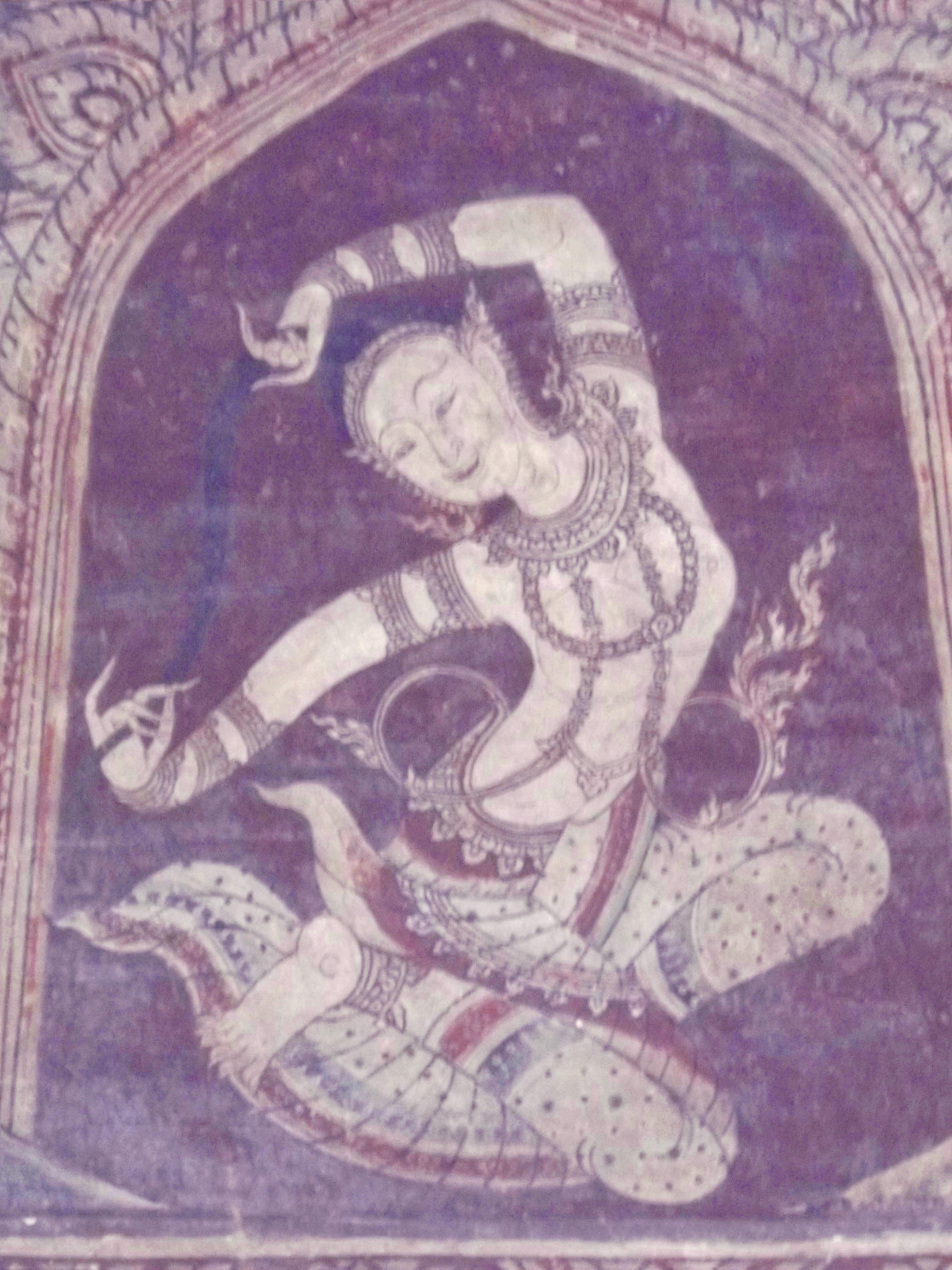
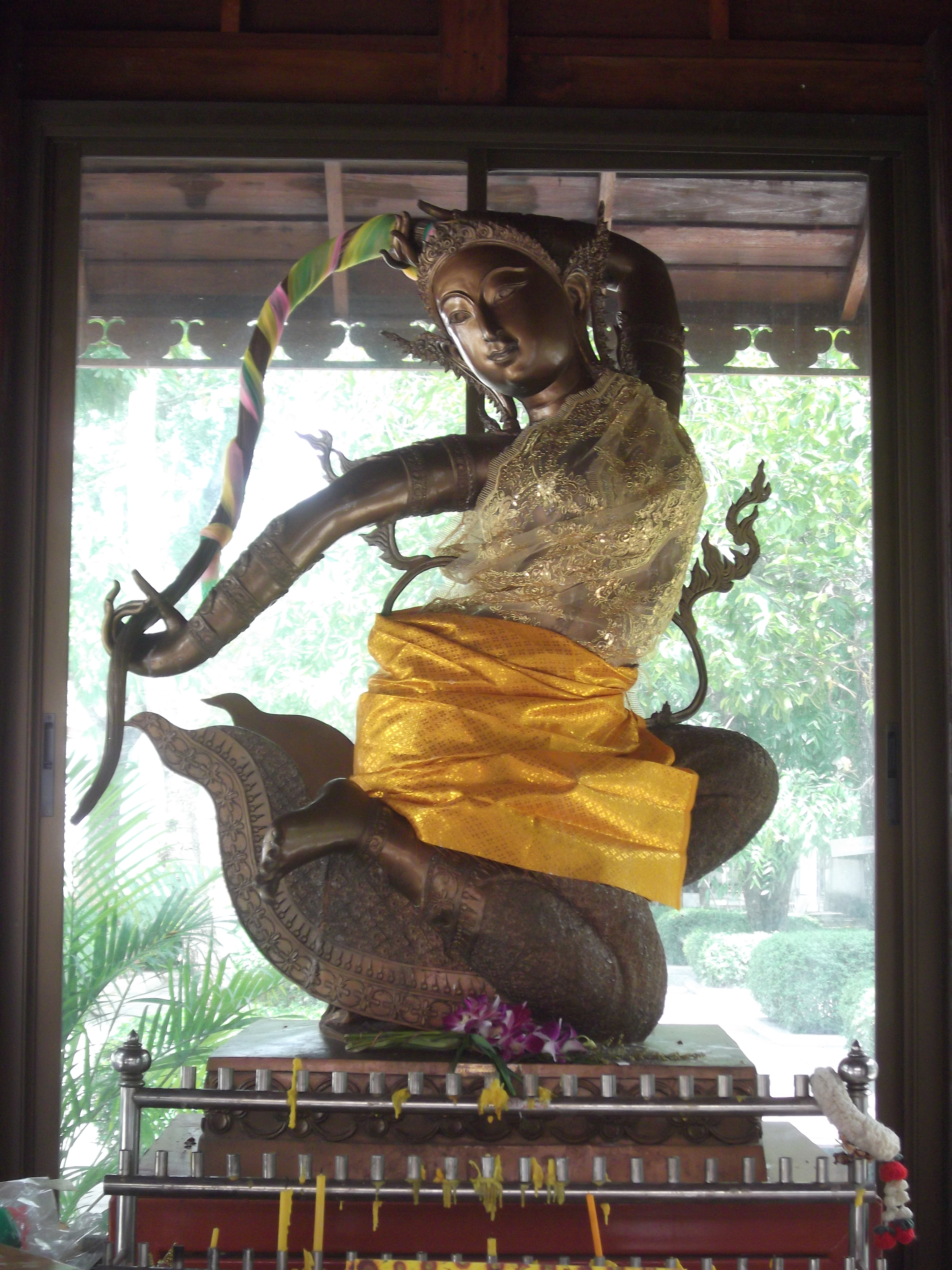
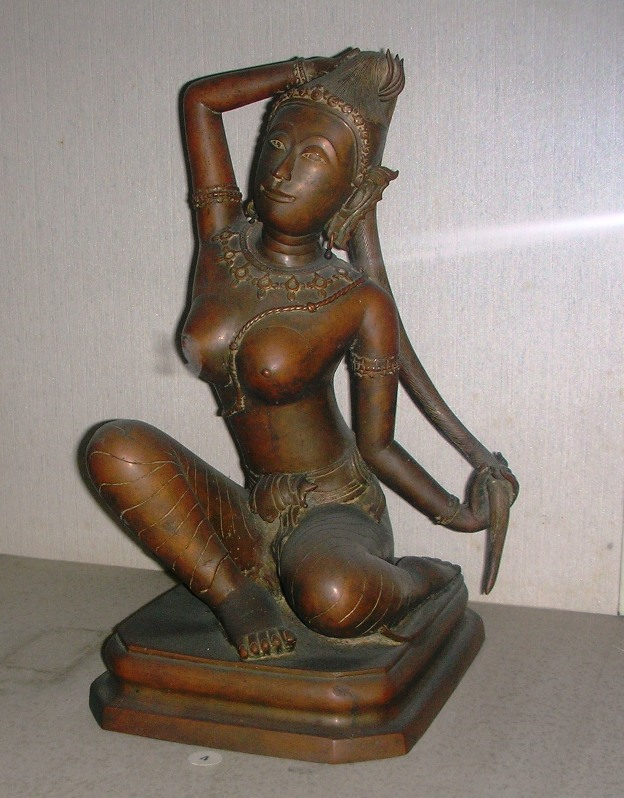
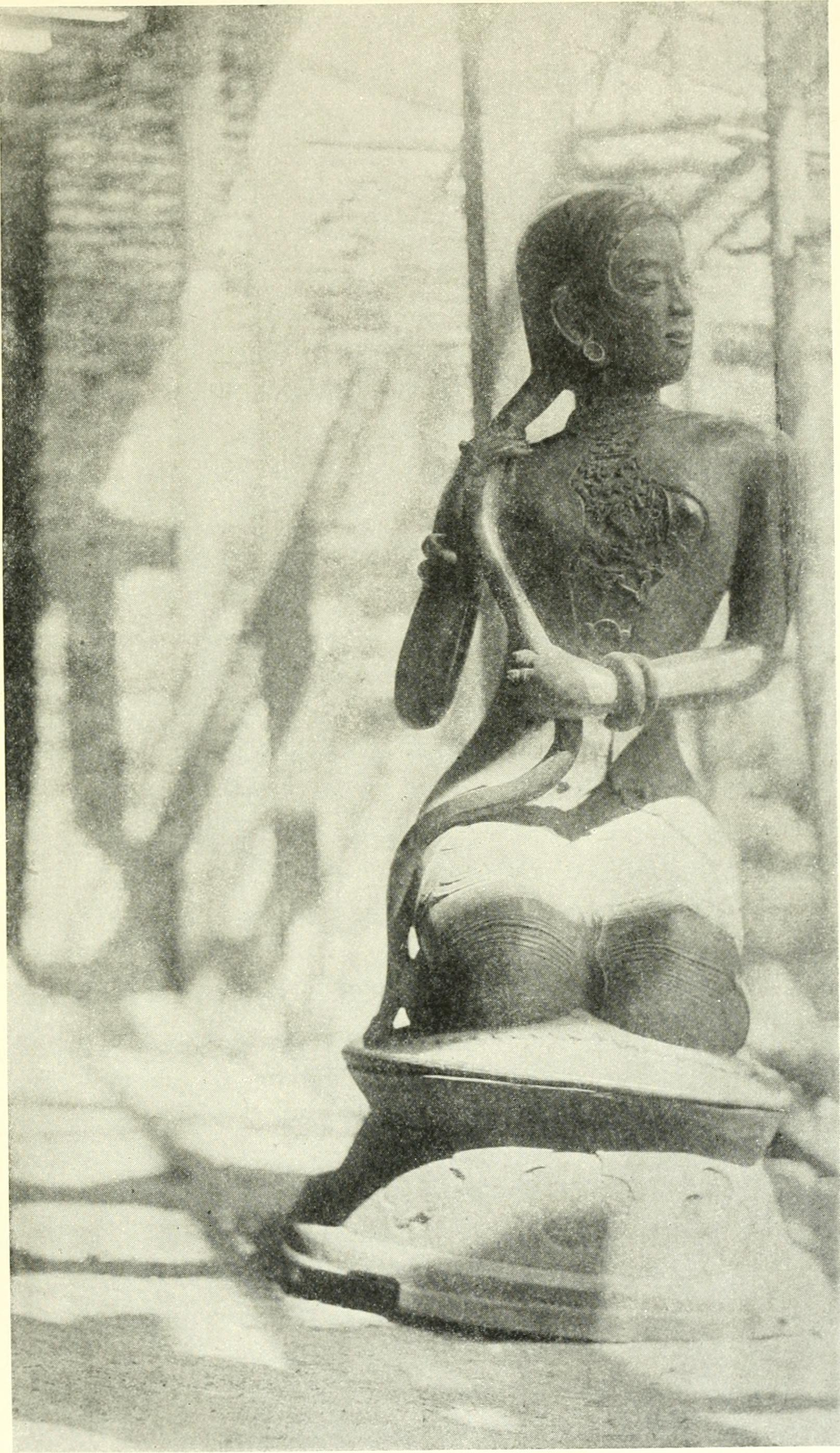
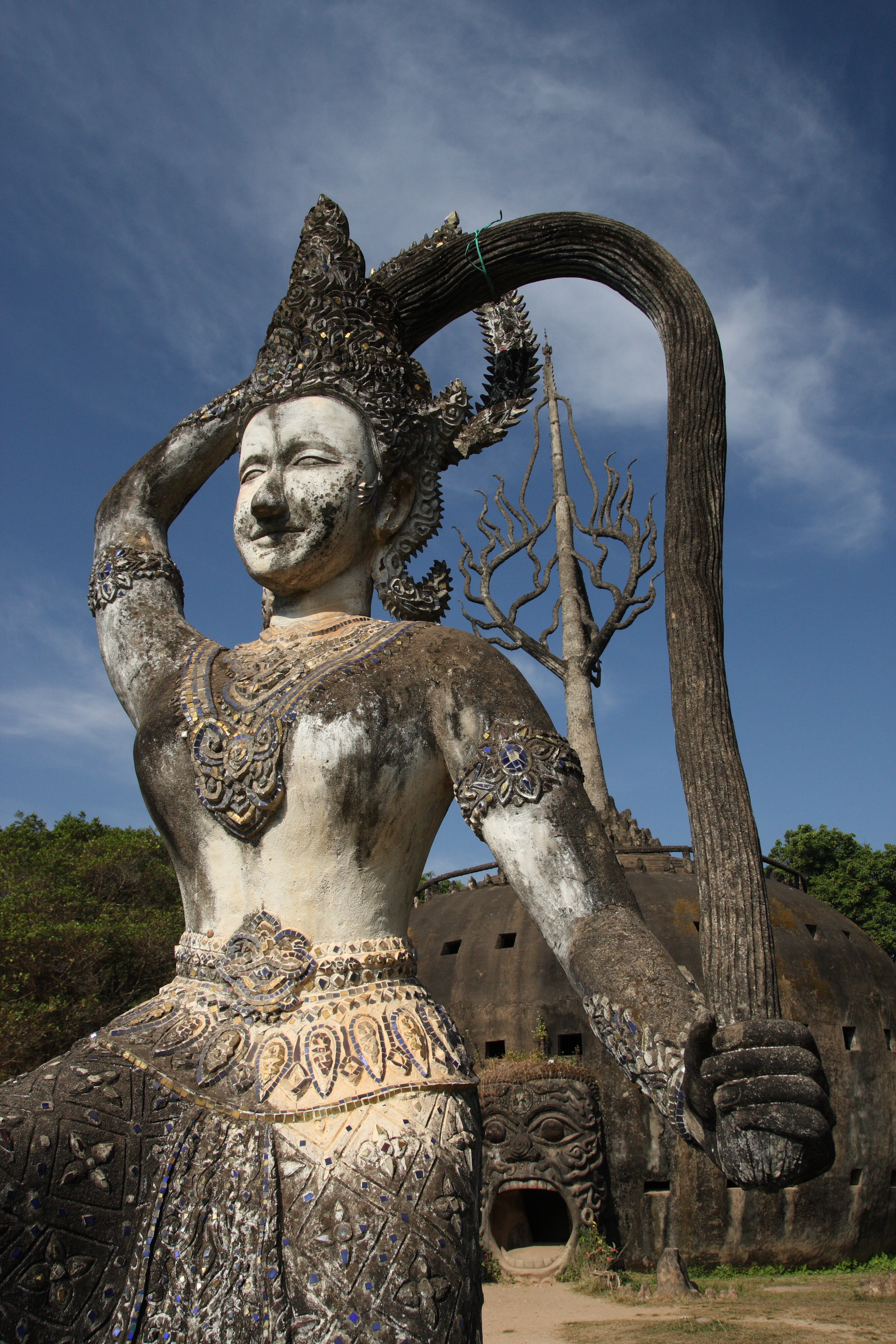
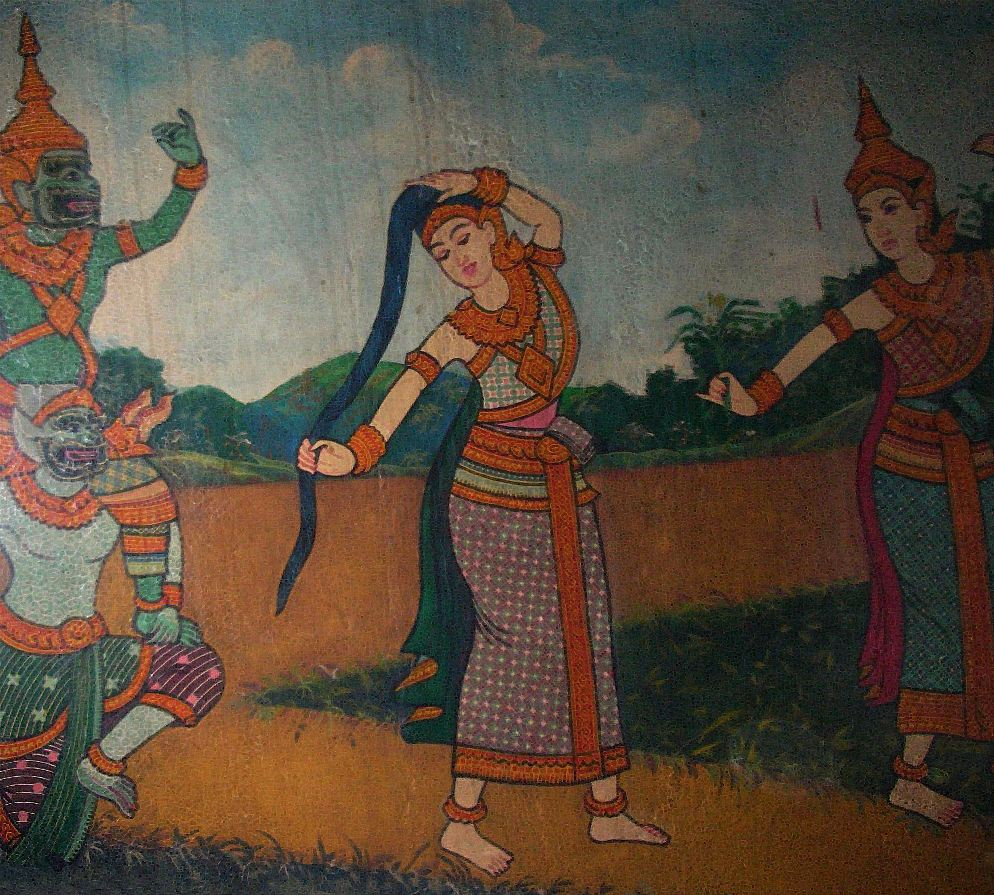